# Germaine Suter-Morax

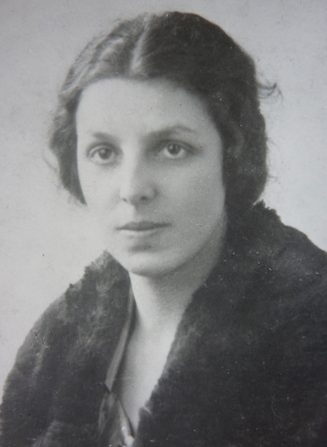
Germaine Suter-Morax in den 1920er Jahren

Germaine Suter-Morax (* 26. Juli 1896 in Morges; † 27. Februar 1974 in Pully) war eine treibende Kraft bei der Aufnahme ehemaliger französischer Résistance-Kämpferinnen aus den nationalsozialistischen Konzentrationslagern in der französischen Schweiz.

## Leben
Germaine Morax kam als Tochter von Julia Morax, geborene Meystre, und des Kaufmanns Louis Morax zur Welt. Sie hatte drei Brüder und eine Schwester. Sie besuchte das Lausanner Mädchengymnasium und später die Universität Lausanne, an der sie 1918 das Lizentiat in Politikwissenschaft abschloss. 
1923 heiratete sie in Paris den Intendanten Gottlieb Suter, Sohn von Anton Suter (einem Pionier der Genossenschaftsbewegung) und Berthe (geborene Ruffy). Sie hatten vier Kinder. Als der Zweite Weltkrieg ausbrach, kehrte die Familie in die Schweiz zurück.

## Wirken
In der Schweiz übernahm Suter-Morax bei verschiedenen wohltätigen Initiativen eine führende Rolle. So leitete sie die wohltätige Kleiderbörse und Nähstube Vestiaire-Ouvroir SOS in Lausanne, empfing Gruppen von Kindern, die ihre Schwester Florence Morax in Lyon im Rahmen der Kinderhilfe des Schweizerischen Roten Kreuzes in sogenannten Kinderzügen für mehrwöchige Aufenthalte in die Schweiz schickte und gründete im Januar 1940 zusammen mit Nikolaj Rubakin, Adolphe Ferrière und Elisabeth Clerc die erste Schweizer Kinderbibliothek in Lausanne. 
Im Sommer 1945 wurde sie Generalsekretärin des Schweizer Hilfskomitees der Association nationale des anciennes déportées et internées de la Résistance (Adir). Dieses war im Lausanner Volkshaus einquartiert mit Gottlieb Suter als Direktor. Bis zum Frühjahr 1947 konnten so Erholungsaufenthalte für 500 Frauen in der französischen Schweiz ermöglicht werden. Bei der Finanzierung war unter anderem die ehemalige Résistance-Kämpferin und Deportierte Geneviève de Gaulle-Anthonioz, Nichte von Charles de Gaulle, beteiligt.

## Ehrungen
Eine Auszeichnung mit einem Verdienstorden der Ehrenlegion soll Suter-Morax abgelehnt haben. Die Ehrenlegion würdigte sie dann nach ihrem Tod, indem sie an Suter-Morax zentrale Rolle bei der Organisation der Aufenthalte der ehemaligen Deportierten erinnerte.